# عيد ميلاد سعيد
«عيد ميلاد سعيد» (بالإنجليزية: Happy Birthday to You) والمعروف أيضا بأنها "Happy Birthday" ، هي أغنية تقليدية تُغنى للاحتفال بالذكرى السنوية لميلاد شخص. في عام 1998 وفقا لكتاب غينيس للارقام القياسية العالمية، «عيد ميلاد سعيد» هي الأغنية الأكثر شهرة باللغة الإنجليزية، تليها "لانه زميل جولي الجيد " (بالإنجليزية: For He's a Jolly Good Fellow) ونشيد الوداع Auld Lang Syne كلمات الأغنية ترجمت إلى 18 لغة على الأقل. ، p.17